# 克里米亞韃靼人民族議會

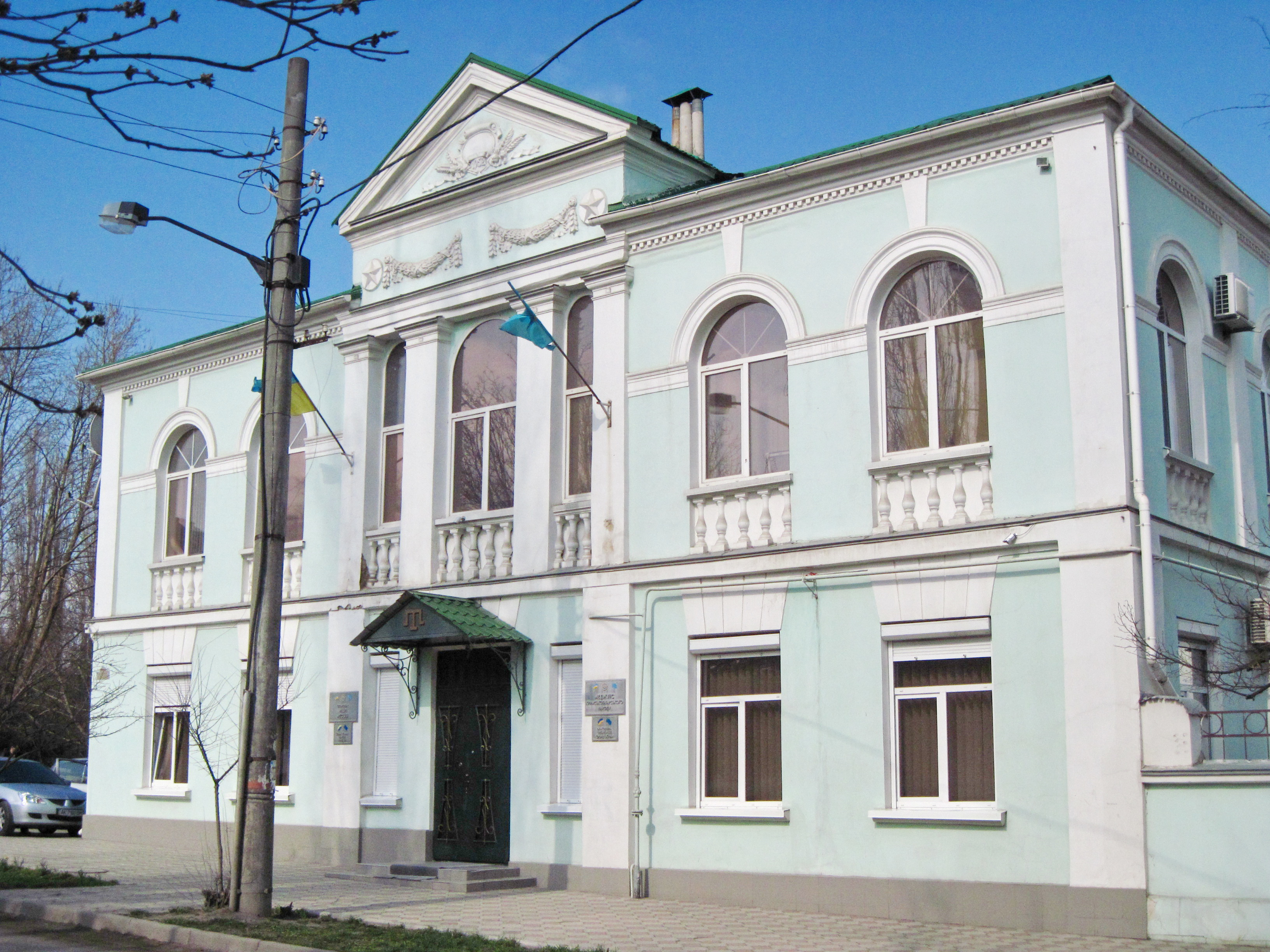
克里米亞韃靼人民族議會位於辛菲罗波尔的會址（已被俄羅斯當局沒收）

克里米亞韃靼人民族議會是克里米亞韃靼人在克里米亞韃靼人庫力台召開期間的最高行政代表機關。克里米亞韃靼人民族議會主要目標是為了消除蘇聯對克里米亞韃靼人種族滅絕的後果、恢復克里米亞韃靼人的民族和政治權利，並在其國家領土上實現對自由國家的自決權。該組織共有議員33人，會址設於克里米亞的辛菲罗波尔。克里米亞韃靼人民族議會是歐洲紀念和良心平台的成員之一。

## 歷史
1991年6月30日，克里米亞韃靼人民族議會宣布對克里米亞韃靼人擁有主權，並通過了克里米亞韃靼人的民族頌歌和民族旗幟。此外，克里米亞韃靼人選舉出14名民族代表成為克里米亞最高拉達議員。這14名代表是五十多年來克里米亞議會中的首批克里米亞韃靼人代表。

### 烏克蘭下轄的自治共和國時期
1999年5月18日烏克蘭總統簽署「關於克里米亞韃靼人民族議會」的命令，使議會的地位合法化。
1998年烏克蘭議會選舉中，該組織成員加入烏克蘭人民運動參選議員。2002年、2006年、2007年則加入我們的烏克蘭參選。
2010年，烏克蘭總統亚努科维奇對民族議會進行了改革，將其幾乎減半，並通過由烏克蘭總統任命其成員來建立對民族議會的控制。烏克蘭議會也承認克里米亞韃靼人是烏克蘭的原住民。2010年4月6日，數位親俄派的克里米亞政客領袖要求解散並取締克里米亞韃靼人民族議會和克里米亞韃靼人庫力台，聲稱他們是「有組織的犯罪集團」且「他們的活動違憲」。克里米亞韃靼組織敦促時任總統维克托·亚努科维奇「保護克里米亞的原住民免受歧視」。
2012年烏克蘭議會選舉中，該組織成員加入全烏克蘭祖國聯盟參選。同年，成為歐洲紀念和良心平台的成員。

### 被俄國吞并后
2014年3月，克里米亞被親俄派分裂勢力佔領，隨後俄羅斯特種部隊佔據了克里米亞。克里米亞親俄派當局決定在3月4日舉行「與俄羅斯重新統一」的歸屬公投。3月8日，主席里法特·丘巴罗夫向美國時任總統貝拉克·歐巴馬求助，要求「保護克里米亞免受種族清洗」。該組織的前主席穆斯塔法·杰米列夫認為一旦克里米亞重新加入俄羅斯，克里米亞韃靼人「注定再次被驅逐和鎮壓」，亦呼籲土耳其總統阿卜杜拉·居尔、哈薩克總統努尔苏丹·纳扎尔巴耶夫和亞塞拜然總統伊利哈姆·阿利耶夫阻止克里米亞從烏克蘭分離。3月15日，克里米亞韃靼人民族議會向烏克蘭最高拉達和烏克蘭全體人民發出呼籲，宣布即將舉行的公投違反國際法和烏克蘭憲法，並譴責俄羅斯的侵略和吞併行為。
3月16日，克里米亞舉行歸屬公投。當局的官方結果是絕大多數人支持併入俄羅斯；然而，克里米亞韃靼人民族議會主席里法特·丘巴罗夫宣佈拒絕承認由俄羅斯扶植的謝爾蓋·阿克肖諾夫當局，聲稱此次公投為非法，克里米亞韃靼人不承認「在被佔領條件下」的任何公投，呼籲所有克里米亞人杯葛這次公投。
3月18日，俄羅斯依據公投結果吞併克里米亞（烏克蘭和國際社會拒絕承認俄羅斯對克里米亞的主權，仍認為其是烏克蘭領土）。該組織的副主席表示拒絕承認一切將克里米亞併入俄羅斯的協議。兩天後的3月20日，烏克蘭議會正式確認該組織為克里米亞韃靼人庫力台的執行機構，而克里米亞韃靼人庫力台則被認定為克里米亞韃靼人更高一級的代表實體。而克里米亞韃靼人民族議會的大部份成員拒絕與俄羅斯當局合作。2014年5月，杰米列夫被阻止進入克里米亞，導致克里米亞韃靼人組織大規模抗議活動。克里米亞韃靼人試圖突破邊境檢查站以幫助杰米列夫進入克里米亞，但沒有成功。俄羅斯克里米亞當局威脅要解散並取締該組織。7月3日，該組織首次在克里米亞之外的海尼切斯克舉行會議。9月20日，該組織位於辛菲罗波尔的議會大廈遭俄羅斯當局沒收。
2015年9月20日，該組織發起克里米亞食品封鎖運動，阻止裝有烏克蘭貨物的卡車自赫爾松進入克里米亞。以迫使俄羅斯當局停止對克里米亞人民的鎮壓，釋放包括奥列格·先佐夫和亚历山大·科利琴科在內的政治犯。
2016年4月26日，克里米亞韃靼人民族議會被克里米亞最高法院宣佈為非法極端組織。克里米亞當局的檢察長娜塔莉亚·波克隆斯卡娅聲稱該組織「利用對俄羅斯的侵略和仇恨宣傳，在社會上煽動民族主義和極端主義」。流亡在外的該組織主席丘巴罗夫表示「克里米亞的佔領者正在盡一切努力鎮壓克里米亞韃靼人，並迫使所有人保持沉默」。國際特赦組織亦對此決定予以譴責。
2017年4月，國際法院發出要求俄羅斯當局立即解除該項禁令的決定，遭到俄羅斯當局的無視且拒絕執行。

## 主席
- 穆斯塔法·杰米列夫（1991年–2013年）
- 里法特·丘巴罗夫（2013年–）

## 外部連結
- Official site of Mejlis of the Crimean Tatar People （页面存档备份，存于）